# نشيد المكسيك الوطني
مكسيكيون في بكَ الحرب (بالإنجليزية: Mexicanos, al grito de guerra)‏ هو النشيد المكسيك الوطني.

## التاريخ
في 12 نوفمبر 1853، أعلن رئيس المكسيك انتونيو لوبيز د سانتا آنا عن مسابقة شعر، وكان الفائز هو جوان بوتينسي.

## كلماتُه
- مكسيكيون في بكَ الحرب،
- مستعدة لّحديد،
- وربما يتجمع العالم في وسطها
- عند إعادة صوت المدفع.
- وربما يتجمع العالم في وسطها
- عند إعادة صوت المدفع!

## بالإسبانية
1 Mexicanos, al grito de guerra
el acero aprestad y el bridón 2
Y retiemble en sus centros la Tierra 3
al sonoro rugir del cañón 4
Y retiemble en sus centros la Tierra 5
al sonoro rugir del cañón 6